# Rue Gabriel-Lamé
La rue Gabriel-Lamé est une voie située dans le quartier de Bercy du 12e arrondissement de Paris, en France.

## Situation et accès
L'actuelle rue Gabriel-Lamé est située dans le 12e arrondissement de Paris, quartier de Bercy. Longue de 260 mètres et large de 10 mètres, elle débute rue des Pirogues-de-Bercy et se termine au 38, rue Joseph-Kessel et au 2, rue de Dijon.
Positionnée en bordure des entrepôts de Bercy, la première rue Gabriel-Lamé, qui était située dans le même arrondissement et le même quartier que l'actuelle rue, était longue de 275 mètres, large de 7 mètres et débutait au no 2, place Lachambeaudie et se terminait en impasse.
La rue Gabriel-Lamé est desservie par la ligne 14 à la station Cour Saint-Émilion.

## Origine du nom
Cette voie porte le nom du mathématicien et ingénieur français Gabriel Lamé (1795-1870).

## Historique
Une première rue Gabriel-Lamé a été formée en 1877 lors de l'extension des entrepôts de Bercy jusqu'en bordure de la gare de la Rapée et a reçu son nom actuel par arrêté du 10 novembre 1885. Cette rue débutait à cette époque place de la Nativité longeait les entrepôts et se terminait en impasse devant cette gare de marchandises.
La première rue est supprimée puis recréée à l'emplacement actuel dans le cadre de l'aménagement de la ZAC de Bercy sous le nom provisoire de « voie BP/12 » ; elle prend sa dénomination actuelle par arrêté municipal du 30 novembre 1992.

## Bâtiments remarquables et lieux de mémoire
- Nos 39-45 : immeuble d’habitations de Christian de Portzamparc, construit en 1994[2].